# Zełeni Kuryliwci
Zełeni Kuryliwci (ukr. Зелені Курилівці) – wieś na Ukrainie, w obwodzie chmielnickim, w rejonie kamienieckim. 
W 2001 liczyła 1161 mieszkańców, wśród których 1157 wskazało jako język ojczysty ukraiński, 2 rosyjski, 1 białoruski, a 1 inny. W 2021 liczyła 805 mieszkańców (szacunek).